# Campeonato Europeo de Bádminton de 2021
El XXVIII Campeonato Europeo de Bádminton se celebró en Kiev (Ucrania) del 27 de abril al 2 de mayo de 2021 bajo la organización de Badminton Europe (BE) y la Federación Ucraniana de Bádminton.
Originalmente, el campeonato iba a ser realizado en abril de 2020, pero debido a la pandemia de COVID-19 fue pospuesto para 2021.
Las competiciones se realizaron en el Palacio de los Deportes de la capital ucraniana.

## Calendario
| P | Preliminares | ¼ | Cuartos de final | ½ | Semifinales | F | Finales |

| Abril/mayo de 2021   | 27 Mar | 28 Mié | 29 Jue | 30 Vie | 01 Sáb | 02 Dom |
| -------------------- | ------ | ------ | ------ | ------ | ------ | ------ |
| Individual masculino | P      | P      | P      | ¼      | ½      | F      |
| Dobles masculino     | P      | —      | P      | ¼      | ½      | F      |
| Individual femenino  | P      | P      | P      | ¼      | ½      | F      |
| Dobles femenino      | P      | —      | P      | ¼      | ½      | F      |
| Dobles mixto         | —      | P      | P      | ¼      | ½      | F      |

## Medallistas
| Evento               | Oro                                     | Plata                                   | Bronce                                                                                               |
| -------------------- | --------------------------------------- | --------------------------------------- | --- |
| Individual masculino | Anders Antonsen Dinamarca               | Viktor Axelsen Dinamarca                | Kalle Koljonen · Finlandia Hans-Kristian Vittinghus · Dinamarca                                      |
| Dobles masculino     | Vladimir Ivanov · Ivan Sozonov · Rusia  | Mark Lamsfuß · Marvin Seidel · Alemania | Kim Astrup Sørensen Anders Skaarup Rasmussen Dinamarca Marcus Ellis Christopher Langridge Inglaterra |
| Individual femenino  | Carolina Marín · España                 | Line Christophersen Dinamarca           | Kirsty Gilmour Escocia Neslihan Yiğit Turquía                                                        |
| Dobles femenino      | Gabriela Stoeva Stefani Stoeva Bulgaria | Chloe Birch Lauren Smith Inglaterra     | Maiken Fruergaard · Sara Thygesen · Dinamarca Selena Piek · Cheryl Seinen · Países Bajos             |
| Dobles mixto         | Rodion Alimov · Alina Davletova · Rusia | Marcus Ellis Lauren Smith Inglaterra    | Mark Lamsfuß · Isabel Herttrich · Alemania Mathias Christiansen · Alexandra Bøje · Dinamarca         |

## Medallero
| Núm. | País         | Oro | Plata | Bronce | Total |
| ---- | ------------ | --- | ----- | ------ | ----- |
| 1    | Rusia        | 2   | 0     | 0      | 2     |
| 2    | Dinamarca    | 1   | 2     | 4      | 7     |
| 3    | Bulgaria     | 1   | 0     | 0      | 1     |
| 3    | España       | 1   | 0     | 0      | 1     |
| 5    | Inglaterra   | 0   | 2     | 1      | 3     |
| 6    | Alemania     | 0   | 1     | 1      | 2     |
| 7    | Escocia      | 0   | 0     | 1      | 1     |
| 7    | Finlandia    | 0   | 0     | 1      | 1     |
| 7    | Países Bajos | 0   | 0     | 1      | 1     |
| 7    | Turquía      | 0   | 0     | 1      | 1     |
|      | TOTAL        | 5   | 5     | 10     | 20    |